# NGC 5410
NGC 5410 ist eine Balkenspiralgalaxie vom Hubble-Typ SBdm im Sternbild Jagdhunde. Sie ist schätzungsweise 171 Millionen Lichtjahre von der Milchstraße entfernt und hat einen Durchmesser von etwa 75.000 Lj. Zusammen mit UGC 8932 bildet sie eine gravitationell gebundene Doppelgalaxie.
Am 1. Juni 2014 kam es 0,2" westlich und 19,4" südlich des Zentrums von NGC 5410 zu einer Supernova, die als SN 2014as im Asiago Supernova Catalogue geführt wird.
Das Objekt wurde am 9. April 1787 von Wilhelm Herschel mit einem 18,7-Zoll-Spiegelteleskop entdeckt, der sie dabei mit „pF, pS, bM“ beschrieb.